# Brassói tűzvész

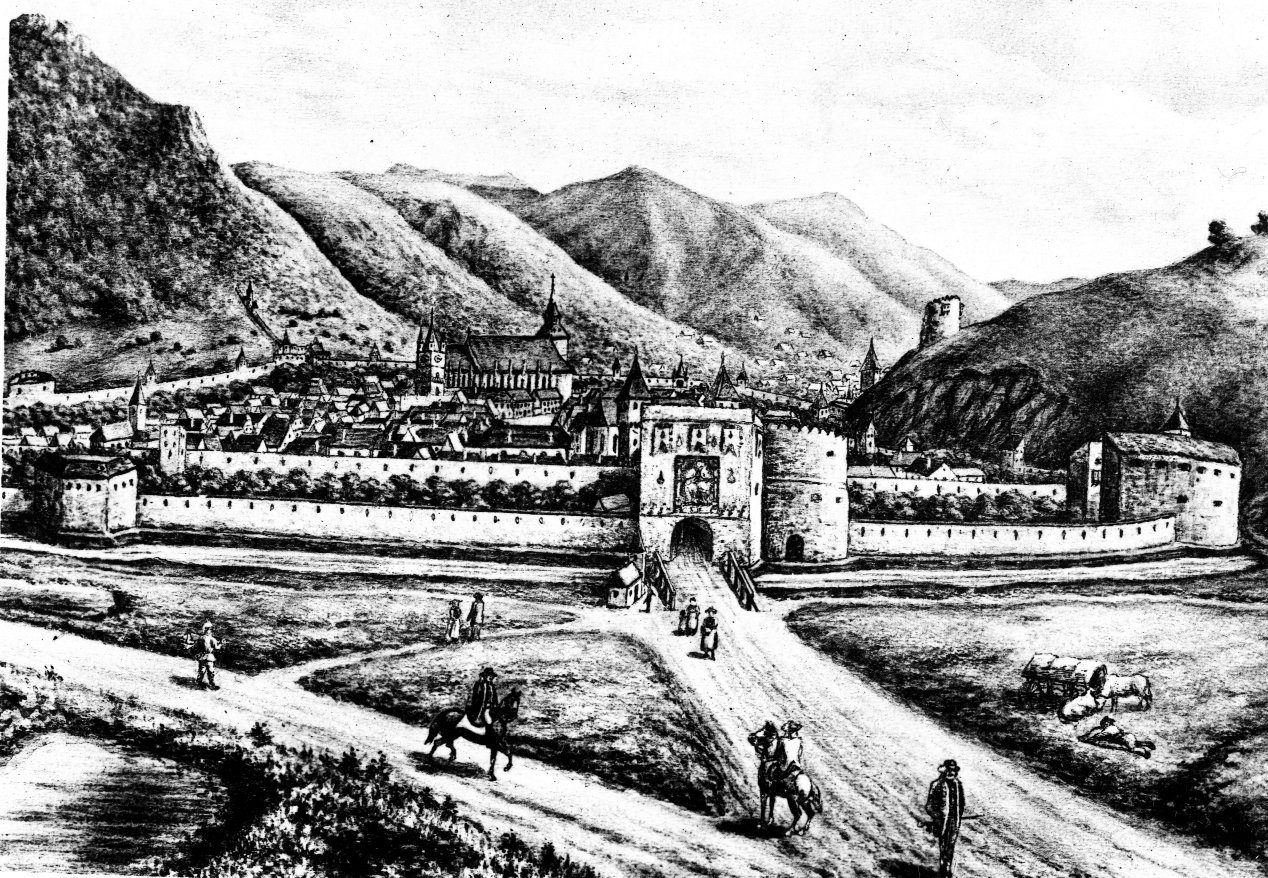
Brassó az 1689-es tűzvész előtt

Az 1689-es tűzvészt a történészek Brassó történetének legnagyobb, vagy (az 1421-es törökdúlás után) második legnagyobb katasztrófájaként tartják számon. Míg az 1421-es rombolás után a várost hat éven belül újjáépítették, az 1689-es tűzvész után a helyreállítás több évtizedet – egyes épületek esetén közel egy évszázadot – vett igénybe.
A tűz körülbelül 300 emberéletet követelt, és szinte teljesen elpusztította a történelmi központot és Bolgárszeg egy részét, beleértve a polgárok vagyoni és szellemi tulajdonát. Kitörésének oka máig vita tárgyát képezi a történészek között: egyesek szerint szándékos gyújtogatás, mások szerint véletlen baleset történt. Az eseményről hét szemtanú írt beszámolót; a legrészletesebb leírás Marcus Fronius lelkész tollából származik, magyar nemzetiségű krónikása Cserei Mihály volt.

## Előzmények

### Korábbi tűzesetek
Brassóban a korábbi években is kitörtek kisebb-nagyobb tűzesetek; 1519-ben például leégett a Kapu utca nagy része és a hozzá tartozó Kapu utcai kapu, 1641-ben pedig a Kötélverők bástyája és további negyvenöt épület. Az 1689-es „nagy” tűzvész azonban nem csak a pusztítás mértékében, hanem a katasztrófa alkalmából keletkezett beszámolók, leírások, prédikációk mennyiségében is túltett a korábbiakon.

### A gyújtogatás elmélete
Az 1688-as fogarasi nyilatkozat értelmében Erdélyben végetért a török fennhatóság, helyét átvette a Habsburg-uralom. Antonio Caraffa generálist Erdély katonai kormányzójává nevezték ki azzal a feladattal, hogy előkészítse a régió Habsburg-tartományokba való beolvasztását. Brassó városa azonban ellenszegült: a lakosság fellázadt az osztrák uralom és a városvezetés ellen, és megtámadta a közeledő csapatokat. Az ellenállás és a konfliktus fő okai a szász polgárok büszkesége, a lutheránus szászok és katolikus osztrákok közötti vallási ellentét, és a kilátásba helyezett jelentős adók voltak. A városerődöt a császári seregek végül bevették, a felkelés vezetőit kivégezték, a városba pedig osztrák katonákat szállásoltak be.
Több történész egyetért abban, hogy a tűzvész az osztrákok szándékos gyújtogatásának eredménye volt, akik így akartak bosszút állni Brassón az 1688-as ellenállás miatt. Ezt főként a szemtanúk egymástól független vallomásaira alapozzák, melyek szerint gyújtogatásra utaló jeleket láttak, a lángok egyszerre több, egymástól viszonylag távol eső helyen csaptak fel, a katonák pedig inkább hátráltatták, mint segítették az oltást és a mentést. Ziegler Bálint Ágnes művészettörténész azonban óvatosságra int a szemtanúk beszámolóinak elfogadását illetően, mivel jellemző lehet rájuk az a toposz, hogy egy katasztrófa bekövetkeztéért szükségszerűen az „ellenséget” okolják. Az osztrákoknak nem volt érdeke, hogy a gazdasági és stratégiai jelentőségű város elpusztuljon, mi több, hogy ezzel együtt a saját készleteik is odavesszenek.

## A tűzvész
A tűz 1689. április 21-én, a délutáni órákban tört ki a Kötélverők utcája (ma Strada Castelului) és a Fekete utca (ma Strada Bălcescu) alsó részein; ezzel egy időben a Katalin-kapunál is tűz ütött ki, mely a Lópiac (ma Strada Barițiu) irányába terjeszkedett. Kis idő múlva a város egész Cenk felőli része lángokban állt, majd a lángok tovább terjedtek észak felé, és még az elszigetelt épületeket, például a városházát is elérték. A tűz gyors elharapózásának oka az erős szél volt, továbbá az, hogy a házak és műhelyek egy része fából épült, a városban pedig kevés vízforrás volt.
A polgárok kezdetben oltani próbálták a lángokat, majd miután látták, hogy erőfeszítésük hiábavaló, a falakon kívülre menekültek. Néhány óra alatt Erdély leggazdagabb és legvirágzóbb városának nagy része hamuvá vált. Megrongálódtak a város falai és tornyai, a legtöbb ház, műhely, raktár; elégett a levéltári okmányok nagy része, elpusztult a Johannes Honterus által alapított könyvtár (mely abban az időben körülbelül 270 ritka könyvet tartalmazott, és az ország egyik legnagyobb és legértékesebb könyvtárának számított), és további 13 magánkönyvtár. Estére a lángok alábbhagytak, de ekkor váratlanul kigyulladt a monumentális evangélikus templom (ma Fekete templom); a tető beszakadt, a boltozat és a berendezés megsemmisült, az orgona és a harangok pedig megolvadtak. A tűz Bolgárszeg, a románok által lakott külváros egy részét is elpusztította. Mivel itt a házak szinte mind fából készültek, több utca leégett; az emberek azonban könnyen biztonságba tudták helyezni magukat a környező hegyekbe menekülve.
Az áldozatok számát a szemtanúk 200 és 300 közöttire teszik; ők a tűzben vagy a leomló épületek alatt lelték halálukat, vagy pedig házaik pincéibe rejtőzve megfulladtak a füsttől. Ez az akkor körülbelül 5000 lelket számoló városerőd lakosságának 5%-át tette ki.
A korabeli beszámolók az evangélikus templom kiégését tartották a legnagyobb csapásnak; Froniusnál a város épített és szellemi öröksége elveszítésének jelképeként jelenik meg. A mai történészek a Honterus-féle könyvtár megsemmisülését tekintik a legnagyobb veszteségnek.
A pusztításhoz a tűzön felül a következő napok havazásba átcsapó felhőszakadása is hozzájárult: a leégett tetejű házak mennyezetét áttörte, szobáit elárasztotta a víz, lakhatatlanná téve azokat. Ezen felül a városban elszállásolt császári katonák – akik Fronius szerint már a tűzvész alatt is szándékosan hátráltatták a mentési munkálatokat – állítólag fosztogatásba kezdtek. Bár a szabad rablás jussa halálbüntetés volt, egyetlen katonát sem végeztek ki.

## Újjáépítés

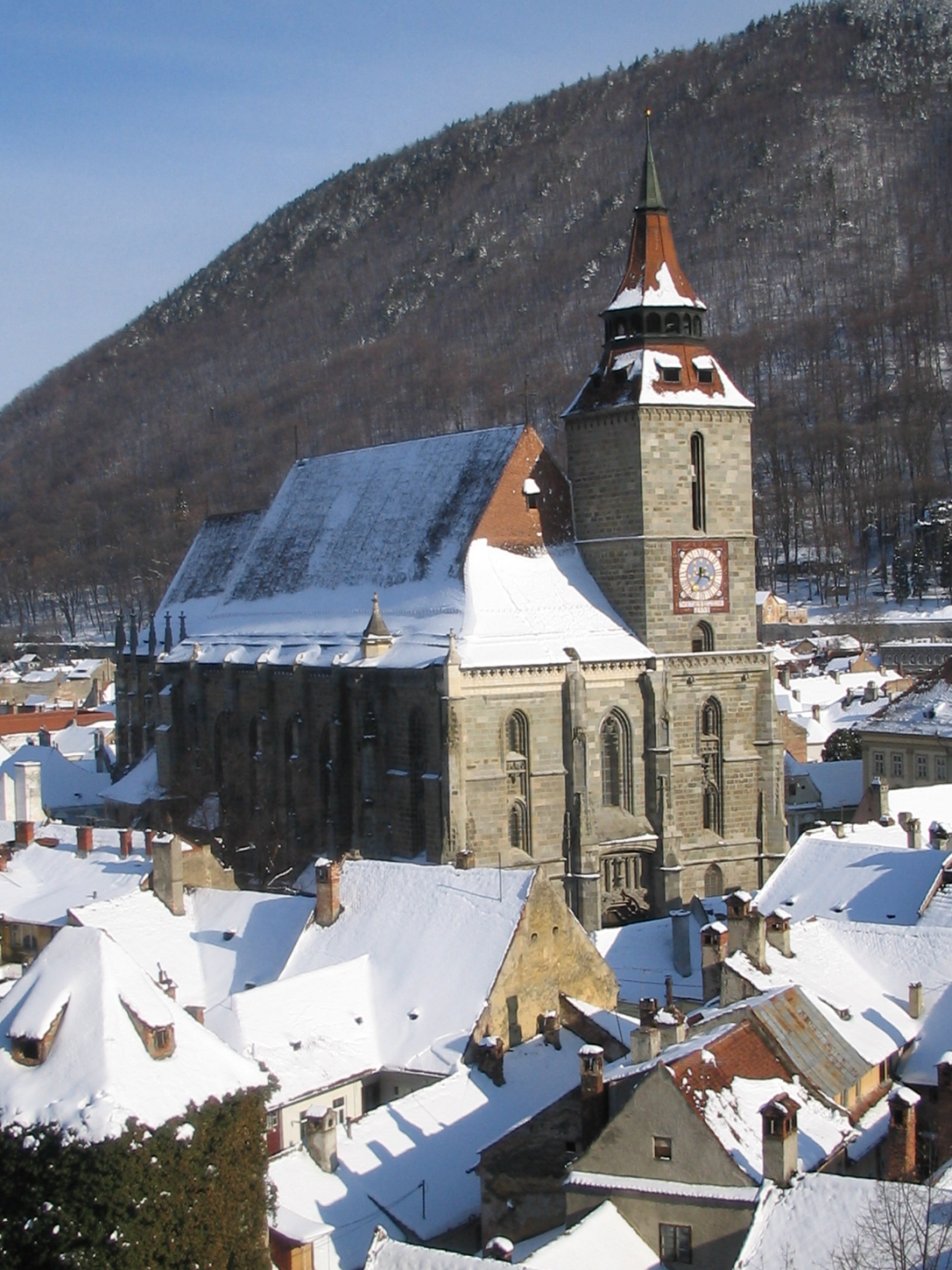
A Fekete templom napjainkban

Mivel a házak nagy részét abban az időben már kőből építették, sok házfal és udvar fennmaradt (a közelmúltban végzett felújítások alkalmával több falban, ablak- és ajtókeretben találtak 16. századi építésre utaló évszámokat, és számos ház földszintjén láthatóak gótikus boltívek, gyámívek, és reneszánsz részletek). A fa zsindelyek, tartógerendák, és a berendezések (közöttük a műhelyek) legnagyobb része azonban elégett. A városban csak néhány épület maradt épen, főként az északi részen, a katolikus templom és kolostor környékén.
Brassó sokáig egy megfeketedett rom volt, ahol éveken keresztül érezni lehetett a füstszagot, és a városerőd egész területe alatt máig félméteres fekete talajréteg húzódik. I. Apafi Mihály erdélyi fejedelem és I. Lipót magyar király több évre felmentette a polgárokat az adók és katonai hozzájárulások fizetése alól, hogy újjá tudják építeni a városukat.
Bár az utcahálózat alapvetően megőrizte a középkori viszonyokat, a pusztítás eredményeként Brassó elvesztette régi kinézetét; a ma látható régi épületek java a 18. és a 19. században épült klasszicista, barokk, modernista stílusban. A városházát, az Árucsarnokot, és a Kovácsok bástyáját húsz év alatt építették újjá, a Fehér tornyot negyven év alatt. A nagytemplom teljes újjáépítésével 1772-ben készültek el.
Brassóban további tűzvészek törtek ki 1718-ban, 1726-ban, 1728-ban, és 1744-ben, házak tucatjait elpusztítva. 1754-ben a városvezetés kiadott egy rendeletet, mely szerint a polgárok csak tégla és kő házakat építhetnek. Ezen felül fazsindely helyett áttértek a tetőfedő cserépre, minek köszönhetően Brassót „vörös városnak” is nevezték.

## Érdekességek
- Egy népszerű vélekedés szerint a Fekete templomnak a tűzvész miatt rárakódott korom kölcsönözte fekete színét, és így nevét is. Ennek ellenére 21. századi vizsgálatok nem találtak tűzpusztításra utaló rétegeket; a templom pusztán a környezeti hatások miatt feketedett meg.[18] Megjegyzendő, hogy a „Fekete templom” nevet csak a 19. század végén kezdték használni, vagyis két évszázaddal a tűzvész után.[6]
- Egy korabeli beszámoló szerint a Cziegler-házról terjedt át a tűz a Fekete templomra, ezért a városvezetés közel egy évszázadig nem engedélyezte, hogy az újjáépített házaknak templomudvarra néző ablakaik legyenek.[19]
- A 2006. évi városnapok alkalmából színészek és kaszkadőrök felelevenítették az 1688-as lázadás és az 1689-es tűzvész egyes jeleneteit.[20]